# Castroregio
Castroregio es un municipio sito en el territorio de la provincia de Cosenza, en Calabria (Italia).

## Demografía
| Gráfica de evolución demográfica de Castroregio entre 1861 y 2001 |
|                                                                   |
| Fuente ISTAT - elaboración gráfica a cargo de Wikipedia           |

- Datos: Q53856
- Multimedia: Castroregio / Q53856

1. ↑  Worldpostalcodes.org, código postal n.º 87070.
2. ↑  «Codici Catastali». Comuni-italiani.it (en italiano). Consultado el 29 de abril de 2017.